# Jogos Gays de 1986
Os Jogos Gays de 1986 ou II Jogos Gays (em inglês:  Gay Games II) foram realizados em São Francisco, Califórnia, Estados Unidos, de 9 a 17 de agosto de 1986.
A cerimônia de abertura teve Rita Mae Brown como mestre de cerimônias, e contou ainda com Gwen Avery, os Barbary Coast Cloggers, Leona Jiles, Nepata Mero, Ron Murphy e seu Coro, Sharon McNight, Calvin Remsberg (do elenco de Cats), o Golden Gate Precision Dancers e a Lesbian/Gay Band of America. A cerimônia de encerramento foi apresentada por Armistead Maupin e contou com Jennifer Holliday como a estrela principal.

## Eventos
| Eventos                               | Agosto | Agosto | Agosto | Agosto | Agosto | Agosto | Agosto | Agosto | Agosto | Local                                         |
| Eventos                               | 9      | 10     | 11     | 12     | 13     | 14     | 15     | 16     | 17     | Local                                         |
| ------------------------------------- | ------ | ------ | ------ | ------ | ------ | ------ | ------ | ------ | ------ | --------------------------------------------- |
| Cerimônias de abertura e encerramento |        |        |        |        |        |        |        |        |        | Kezar Stadium                                 |
| Basquetebol                           |        |        |        |        |        |        |        |        |        | San Francisco State University Kezar Pavilion |
| Boliche                               |        |        |        |        |        |        |        |        |        | Park Bowl                                     |
| Ciclismo                              |        |        |        |        |        |        |        |        |        | Lake Merced                                   |
| Golfe                                 |        |        |        |        |        |        |        |        |        | Harding Park                                  |
| Maratona                              |        |        |        |        |        |        |        |        |        | Streets of San Francisco                      |
| Fisiculturismo                        |        |        |        |        |        |        |        |        |        | Civic Auditorium                              |
| Pool (Bilhar)                         |        |        |        |        |        |        |        |        |        | Park Bowl                                     |
| Levantamento de potência              |        |        |        |        |        |        |        |        |        | San Francisco State University                |
| Raquetebol                            |        |        |        |        |        |        |        |        |        | UC Berkeley                                   |
| Futebol                               |        |        |        |        |        |        |        |        |        | W. Sunset Park                                |
| Softbol                               |        |        |        |        |        |        |        |        |        | Moscone Field                                 |
| Natação e Saltos ornamentais          |        |        |        |        |        |        |        |        |        | Laney College, Oakland                        |
| Tênis                                 |        |        |        |        |        |        |        |        |        | San Francisco City College Golden Gate Park   |
| Atletismo de Pista e Campo            |        |        |        |        |        |        |        |        |        | San Francisco State University                |
| Triatlo                               |        |        |        |        |        |        |        |        |        | Tilden Park, Berkeley                         |
| Voleibol                              |        |        |        |        |        |        |        |        |        | San Francisco City College Kezar Pavilion     |
| Lutas                                 |        |        |        |        |        |        |        |        |        | Kezar Pavilion                                |